# دامونوپولای شمالی
دامونوپولای شمالی (انگلیسی: Damunupola North) یک منطقه مسکونی در سری‌لانکا است.